# Gentle Giant
Gentle Giant est un groupe britannique de rock progressif originaire de Londres, en Angleterre, actif entre 1970 et 1980. Il est connu pour la complexité et la sophistication de ses mélodies, qui emprunte des genres différents tels que le rock progressif, la musique classique, la musique médiévale, le jazz et le rock. Tous les membres du groupe, hormis les deux premiers batteurs Martin Smith et Malcolm Mortimore, sont multi-instrumentistes.
L'objectif des membres du groupe était, selon le chanteur Derek Shulman, de « repousser les limites de la musique populaire contemporaine, au risque d'être impopulaires ». En effet, les ventes n'égalèrent jamais les sommets commerciaux d'autres groupes contemporains tels que Pink Floyd, Yes ou Genesis, et Gentle Giant est souvent considéré comme l'une des formations les plus expérimentales des années 1970.

## Biographie

### Origines
Le noyau de ce qui allait devenir Gentle Giant est constitué des frères Shulman : Phil, Derek et Ray. Ces derniers, d'ascendance écossaise par la mère et juive par le père, sont nés à Glasgow, en Écosse, dans le Gorbals, un quartier à cette époque connu pour sa grande pauvreté. La famille déménage à Portsmouth, en Angleterre, où Ray naquit. Leur père était un musicien de l’armée, trompettiste jazz et qui a continué à jouer à Portsmouth. Celui-ci, bien qu'issu de la classe ouvrière, travaille pendant le jour comme représentant de commerce et il donne des concerts tous les soirs. Il donne aussi des leçons de musique, si bien que la maison est toujours pleine de musiciens. Il encourage ses enfants à apprendre la musique ; ainsi Phil, Derek et Ray sont tous devenus multi-instrumentistes.

#### Simon Dupree and the Big Sound
Au début des années 1960, Derek et Ray forment un groupe à tendance rhythm and blues. Phil, à la base leur manager, intégra lui aussi la formation. En 1966, Le groupe des frères Shulman, initialement nommé The Howling Wolves, change de nom pour The Road Runners, avant d'opter pour « Simon Dupree and the Big Sound » et s'oriente vers un style plus soul/pop. Derek, en tant que chanteur et leader du groupe, prend le pseudonyme de Simon Dupree. Son frère Phil joue du saxophone et de la trompette tandis que le cadet, Ray, joue de la guitare et du violon. On peut noter une brève participation du futur Elton John au groupe en tant que pianiste en 1967,.
Après avoir signé chez EMI, le groupe sort plusieurs singles qui n'engrangent que peu de succès. À la suite des pressions de leur management et de leur maison de production, ils prennent une tournure plus psychédélique avec Kites (et l'album Without Reservation un an plus tard), un single qui intègre le Top 10 britannique en automne 1967. Ce succès ne fait que frustrer les frères Shulman qui se considéraient comme des chanteurs soul et qui trouvaient très hypocrite ce changement de style. Derek Shulman qualifie plus tard Kites de « merde totale ».
L'opinion des frères Shulman s'en trouve confirmée par les échecs successifs des singles suivant. Cherchant à s'éloigner de l'image que le public s'était faite du groupe, ils sortent un double single à la fin de l'année 1968 sous le nom The Moles : We Are the Moles (Parts 1 and 2). Une rumeur prétend alors que The Moles n'est en réalité qu'un nouveau pseudonyme des Beatles, avec Ringo Starr pour chanteur. Syd Barrett, leader de Pink Floyd, dévoile finalement le fait que sous cette appellation se cachait Simon Dupree and the Big Sound,. En 1969, les frères Shulman finissent par dissoudre le groupe.

### Période Gentle Giant
Gentle Giant est alors issu des cendres de Simon Dupree and The Big Sound et est formé en 1970, lorsque les frères Shulman s'associent avec deux autres multi-instrumentistes, le guitariste-flûtiste Gary Green et le claviériste-violoncelliste Kerry Minnear, ainsi que le batteur Martin Smith qui est issu de l'ancienne formation. Kerry Minnear a fait ses études au Royal College of Music, diplômé en composition et a joué avec le groupe Rust. Gary Green était essentiellement un musicien de blues et n'avait jamais joué dans un groupe au-dessus du niveau semi-professionnel, mais il s’adapte rapidement au niveau de la formation. Phil se met au saxophone, à la trompette et à la clarinette, Derek au saxophone et à la flûte à bec et Ray à la basse et au violon.
Gentle Giant dispose de trois chanteurs principaux : Derek Shulman, Phil Shulman et Kerry Minnear. Cependant, Minnear ne chante pas de parties principales en concert, en raison de son incapacité à projeter sa voix à un niveau approprié pour l'amplification en concert, ainsi Derek et Phil Shulman s’occupaient donc des parties vocales principales de Minnear.
Dès ses débuts, le style musical du groupe s'étale sur un registre particulièrement large, en raison de la grande polyvalence de ses membres. Les crédits d'un des albums de Gentle Giant, Acquiring the Taste, indiquent en effet que plus d'une trentaine d'instruments ont été utilisés, et ce bien sûr, uniquement par les membres du groupe. Enfin, tous les musiciens du groupe hormis le batteur chantaient, permettant ainsi une grande liberté pour les compositions vocales.
Les inspirations des textes sont variées, et puisent notamment dans l'œuvre de Rabelais et de R. D. Laing.

#### Premiers albums
Le premier album du groupe, Gentle Giant, sort en 1970, et le second, Acquiring the Taste, en 1971. Peu après la sortie de ce deuxième album, Martin Smith quitte le groupe, car il est manifestement en désaccord avec Phil Shulman. Il est remplacé par Malcolm Mortimore, avec qui le groupe enregistre Three Friends en 1972. Il s'agit du premier album-concept de Gentle Giant. Il est basé sur le thème de trois garçons, qui, en grandissant, cessent progressivement de comprendre les parcours et les choix des autres ; en effet, l'un devient ouvrier, l'autre artiste et le dernier cadre.
En mars 1972, le groupe entame une tournée à travers l'Europe en première partie de Jethro Tull, et se produit en Allemagne, en Italie et en France (à Lyon et à Paris). Alors qu'il s'apprête à partir pour l'Angleterre, Malcolm Mortimore, le batteur du groupe, a un accident de moto dont il ressort avec une jambe et un bras cassés. Pour honorer les dates de concert, Gentle Giant engage John Weathers, un vétéran de la scène britannique puisqu'il a déjà joué avec Eyes Of Blue, Wild Turkey, Graham Bond's Magic et The Grease Band, le groupe de scène de Joe Cocker. Finalement, il devient un membre à part entière de la formation puisque Mortimore est encore en convalescence en avril, après la tournée.
Par la suite, le groupe part en Amérique du Nord et joue à plusieurs reprises en première partie de Yes. Cette tournée s'achève au Madison Square Garden de New York, en compagnie de Jethro Tull qui vient de sortir Thick as a Brick.

#### Octopuset départ de Phil Shulman
Après l'avoir enregistré à l'automne dans les studios Advision de Londres, Gentle Giant sort Octopus fin 1972. Il est nommé d'après un jeu de mots de la part de la femme de Phil Shulman, Roberta, qui fait référence au fait que l'album comporte huit pièces ("Octo-": huit, "Opus": œuvre). La pochette européenne est dessinée par Roger Dean (une autre illustration est réalisée pour le marché américain). Ray Shulman le commente ainsi en 2004: « C'était probablement notre meilleur album, si l'on excepte peut-être Acquiring the Taste. Nous avions à la base dans l'idée d'écrire une chanson pour chaque membre du groupe. Avoir un concept à l'esprit était un bon début pour se mettre à écrire. Je ne sais pas pourquoi, mais malgré l'euphorie suscitée par les sorties de Tommy et Quadrophenia des Who, les albums-concept sont, du jour au lendemain, perçus comme étant plutôt ringards et prétentieux. »
L'influence des musiques médiévales et surtout de la Renaissance est alors particulièrement notable. Les textes de la chanson Advent of Panurge (écrits par Phil Shulman) font référence à François Rabelais et ses œuvres Pantagruel (1532) et Gargantua (1534), tout comme Pantagruel's Nativity près de deux ans auparavant sur l'album Acquiring the Taste.
Octopus est souvent considéré comme le meilleur album du groupe,. Mais Phil Shulman, découragé (par rapport, entre autres, à des concerts avec Black Sabbath où le groupe fut très mal reçu) et s'estimant trop âgé pour faire partie d'un groupe rock, reprend sa carrière d'enseignant interrompue quelques années auparavant. En 2008, il déclare également qu'il n'avait plus assez de temps à consacrer à sa famille. Ce départ marque fortement le groupe car Phil écrivait la quasi-totalité des textes mais, à partir de cette date, c'est Derek Shulman qui s'en occupera.

#### Période quintette
Le quintette restant sort In a Glass House (nom inspiré du proverbe « ceux qui vivent dans des maisons de verre devraient s'abstenir de lancer des pierres ») en 1973. L'album ne sort jamais aux États-Unis, Capitol le jugeant invendable. Il est pourtant importé en masse et se vend à 150 000 exemplaires. Ce succès inespéré conduit le groupe à « américaniser » son style musical, c'est-à-dire rendre les mélodies plus évidentes, éviter les digressions superflues et accentuer le rythme. Ces changements se retrouvent dans The Power and the Glory, sorti en 1974, qui s'étend autour des thèmes de la prise de pouvoir et de la corruption. Certains y voient un parallèle avec le scandale du Watergate qui contraint Nixon à démissionner, ce que Derek Shulman démentit.
« L'américanisation » de la musique du groupe se poursuit avec Free Hand (1975). C'est l'album de Gentle Giant qui eut le plus de succès commercial ; il parvient à atteindre la 48e place du Billboard 200. L'album est constitué de réflexions autour de la condition de musiciens de rock.
L'album suivant est Interview (1976), un autre album-concept basé sur une entrevue imaginaire du groupe, dans laquelle les questions des journalistes, souvent sans intérêt, sont tournées en dérision. Derek déclara plus tard qu'il s'agissait pour lui du « début de l'érosion ». Interview s'avère être un échec en termes de ventes : il n'atteint que la 137e place des charts américains. Il s'agirait donc de la fin de l'« âge d'or » du groupe, dont les trois derniers albums traduisent un certain déclin artistique. Dans un même temps, le groupe sort l'album double live Playing the Fool.

#### Années pop, séparation et retours
À partir de 1977, le groupe ne se produit plus qu'aux États-Unis (mis à part un concert télévisé à Londres en janvier 1978). Gentle Giant sort trois albums plus orientés « pop » que les précédents : The Missing Piece en 1977, Giant for a Day en 1978 et Civilian en 1980. Le groupe se sépare au cours de l'été 1980. Le seul membre à poursuivre sa carrière de musicien est John Weathers avec Man; Derek Shulman devient producteur (chez PolyGram, Atco et Roadrunner Records) et Ray Shulman se met au gospel.
Il y aura deux reformations partielles du groupe au cours des années 2000. La première regroupe en 2004 Kerry Minnear, John Weathers, Gary Green et Phil Shulman qui enregistrent trois nouvelles compositions pour la compilation Scraping the Barrel. La seconde prend forme en 2008 avec Gary Green et Malcolm Mortimore qui recrutent trois autres musiciens pour créer Rentle Giant. Ils sont rejoints par Kerry Minnear pour former le groupe Three Friends. Six mois plus tard, Minnear quitte la formation pour des raisons personnelles.
Entre 1982 et 1986, Kerry Minnear apparaît au sein d'un groupe de musique chrétienne, The Reapers. Ils publient trois albums durant leur brève carrière, Star of the morning en 1982, Come And Praise en 1984 et finalement Christmas Joy en 1986. Kerry et son épouse Leslie sont de fervents chrétiens et on peut noter qu'il a également été organiste d'église.

## Membres

### Derniers membres
- Derek Shulman - chant, saxophone, flûte à bec, basse, percussions (1970-1980)
- Gary Green -  guitares, mandoline, basse, chant, flûte à bec (1970-1980)
- Ray Shulman - basse, chant, violon, guitare acoustique, percussions, trompette (1970-1980)
- Kerry Minnear -  claviers, violoncelle, percussions, xylophone, vibraphone, chant, chœurs (1970-1980)
- John Weathers - batterie, xylophone, vibraphone, percussions, chant (1972-1980)

### Anciens membres
- Phil Shulman - saxophone, clarinette, trompette, flûte à bec, chant (1970-1972)
- Martin Smith - batterie (1970-1971, décédé le 2 mars 1998)
- Malcolm Mortimore - batterie (1971-1972)

## Discographie

### Albums studio
- 1970 : Gentle Giant
- 1971 : Acquiring the Taste
- 1972 : Three Friends
- 1972 : Octopus
- 1973 : In a Glass House
- 1974 : The Power and the Glory
- 1975 : Free Hand
- 1976 : Interview
- 1977 : The Missing Piece
- 1978 : Giant for a Day
- 1980 : Civilian

### Albums live
- 1976 : Playing the Fool
- 2014 : Live at the Bicentennial 1776-1976 (concert enregistré au Calderone Theater le 3 juillet 1976)

### Compilations
- 1996 : Edge of Twilight
- 1997 : Under Construction
- 2000 : Totally Out of the Woods (The BBC Sessions)
- 2004 : Scraping the Barrel
- 2012 : I Lost My Head - the Chrysalis years (1975-1980) (coffret 4 cd comprenant : Free Hand, Interview, Playing the Fool, The Missing Piece, Giant for a Day et Civilian, ainsi que des single et des inédits)
- 2017 : Three Piece Suite (Steven Wilson Mix)

### DVD
- Giant on the Box (2005)
- GG at the GG (2006)

### The Reapers
Groupe de musique chrétienne avec Kerry Minnear :
- 1982 : Star of the morning
- 1984 : Come and praise
- 1986 : Christmas Joy